# Goran Durn
Goran Durn (Zagreb, 1962.), hrvatski geolog, redovni član HAZU od 2016. godine.

## Životopis
Rođen je 1962. godine u Zagrebu. Doktorirao je 1996. godine u području prirodnih znanosti, u znanstvenom polju geologija. Redoviti je profesor u trajnom zvanju na Rudarsko-geološko-naftnom fakultetu Sveučilišta u Zagrebu. Do sada je kao autor ili u suautorstvu objavio 138 znanstvenih radova. Suautor je dvije knjige i održao je šest pozvanih predavanja na međunarodnim znanstvenim skupovima. Citiranost njegovih radova prema Scopusu iznosi 443 (h-indeks = 13), a prema Google Scholaru 665 (h-indeks = 13, i10-indeks = 16).
Znanstvenoistraživački rad Gorana Durna usmjeren je na mineraloška i geokemijska istraživanja glinovitih sedimenata, tala i paleotala te mineralogiju i geokemiju okoliša. Na listi najcitiranijih radova s tematikom terra rosse (crvenica) u bazi SCOPUS njegov rad o mineraloškim i geokemijskim značajkama terra rosse Istre objavljen u važnom CC pedološkom časopisu Geoderma najcitiraniji je rad na tu temu u svijetu. Na toj listi među deset najcitiranijih radova u svijetu, uz navedeni, nalaze se još dva njegova rada, i to na 5. i 8. mjestu. Sustavnim istraživanjem crvenica hrvatskoga krša bitno je pridonio poznavanju geneze toga tipa tla karakterističnog za cijeli mediteranski prostor. Kao znanstvenik boravio je u sljedećim inozemnim institucijama: 1) na Fakultetu prirodnih znanosti i primijenjenih znanosti o životu (University of Natural Resources and Applied Life Sciences), Beč, Austrija; 2) na Sveučilištu Eötvösa Loranda (Eötvös Lorand University), Budimpešta, Mađarska; 3) na Sveučilištu Komenskoga (Comenius University), Bratislava, Slovačka; 4) na Saveznom institutu za prirodne znanosti i geoznanosti (Federal Institution for Geosciences and Natural Resources), Hannover, Njemačka; 5) na Institutu za istraživanje Zemljine kore (Institute of Earths Crust), Sankt Petersburg, Rusija i 6) u Nacionalnom laboratoriju Argonne(Argonne National Laboratory), Washington DC, SAD.
Aktivno je kao voditelj ili suradnik sudjelovao u radu šest međunarodnih projekata, jednom FP7 projektu i sedam domaćih znanstvenih projekta koji su završeni. Trenutno kao suradnik sudjeluje u dva projekta Hrvatske zaklade za znanost, vodi jedan hrvatsko-njemački bilateralni projekt i kao suradnik sudjeluje u dva austrijsko-hrvatska bilateralna projekta. Član je uređivačkog odbora znanstvenog časopisa Geologia Croatica i recenzent je 12 CC časopisa. Pozvani je urednik za specijalni broj CC časopisa Quaternary International (Q1 časopis prema Scimagu) pod nazivom Quaternary inCroatia, a koji će izaći u 2017. godini. Bio je predsjednik ili član znanstvenog odbora 7 međunarodnih znanstvenih skupova i član organizacijskog odbora 3 međunarodna znanstvena skupa. Nastavnik je na više kolegija diplomskog i doktorskog studija Rudarsko-geološko--naftnog fakulteta, na diplomskom studiju Šumarskog fakulteta i na združenom doktorskom studiju (Joint Doctoral Programme) – Geo-Engineering and Water Management (Tehničko sveučilište u Grazu,Sveučilište u Zagrebu,Sveučilište u Mariboru &Sveučilište za tehnologiju i ekonomiju u Budimpešti; Graz University of Technology, University of Zagreb, University of Maribor & Budapest University of Technology and Economics). Mentor je velikog broja diplomskih radova, jednog magistarskog rada i šest doktorskih disertacija te član povjerenstava diplomskih i doktorskih radnji na Rudarsko-geološko-naftnom fakultetu, Prirodoslovno-matematičkom fakultetu, Agronomskom fakultetu i na Otvorenom učilištu u Berlinu (Freie Univesität Berlin), u Njemačkoj. Bio je prodekan za nastavu i studente (2001. – 2005.) i dekan (2005. – 2009.) Rudarsko-geološko-naftnog fakulteta. Ekspert je Europske komisije za evaluaciju znanstvenih projekata iz geoznanosti i okoliša za projekt Horizon 2020. Od 2015. godine obnaša funkciju tajnika Znanstvenog vijeća HAZU za zaštitu prirode.
Dobitnik je Nagrade HAZU za najviša znanstvena i umjetnička dostignuća u Republici Hrvatskoj u području prirodnih znanosti i matematike za 2012. godinu, a 2014. godine postaje član suradnik Hrvatske akademije znanosti i umjetnosti. Na početku Domovinskog rata prijavio se kao prevodilac u Hrvatski ured pri Promatračkoj misiji Europske komisije (European Commission Monitoring Mission– ECMM) te je tijekom 1991. i 1992. godine kao predstavnik Hrvatskog ureda i prevodilac ECMM timova obišao gotovo sva ratom zahvaćena područja Hrvatske.

## Vanjske poveznice
- Goran Durn Hrvatska tehnička enciklopedija, portal hrvatske tehničke baštine. LZMK